# Ranitidin
Ranitidin je H2 blokator. U odnosu na cimetidin kod ranitidina je imidazolska skupina zamijenjena je furanskom, a cijanogvanidinska zamijenjena je nitrogvanidinskom skupinom. Na furanu je i drugi lanac koji sadrži dušik. Za djelovanje je potrebna sedam puta manja doza od cimetidina, a deset je puta manje toksičan. Ranitidin je blokator H2 receptora koji se najviše koristi.

## Farmakoterapijska skupina i djelovanje
Ranitidin je antiulkusni lijek iz skupine H2-blokatora. Dolazi u obliku tableta i injekcija. U propisanim dozama snažno koči bazalnu i stimuliranu sekreciju HCl u želucu te znatno smanjuje količinu želučanog soka i sadržaj pepsina. Antisekretorno djelovanje zbiva se na razini želučanih parijetalnih stanica mehanizmom selektivne blokade histaminskih H2-receptora. 

## Farmakokinetski podaci
Terapijski učinak ranitidina započinje brzo i traje razmjerno dugo. Najviša se koncentracija u plazmi postiže dva do tri sata nakon oralne primjene. Pojedinačna doza od 150 mg uspješno koči kiselu želučanu sekreciju tijekom 12 sati. Jedna večernja doza od 300 mg dostatna je za održavanje povišene pH vrijednosti tijekom cijele noći i sljedećeg dana.

## Terapijske indikacije
Ranitidin se primjenjuje u bolesnika s ulkusom na dvanaesniku, benignim želučanim ulkusom, Zollinger-Ellisonovim sindromom, refluksnim ezofagitisom, kroničnom epizodnom dispepsijom i u ostalim stanjima s hiperaciditetom.

## Kontraindikacije
Ranitidin je kontraindiciran u bolesnika preosjetljivih na ranitidin.

## Mjere opreza
Antagonisti H2-receptora mogu prikriti simptome karcinoma želuca pa prije početka liječenja želučanog ulkusa treba isključiti maligni proces.

## Interakcije
Ranitidin nema klinički signifikantnih interakcija. Ne djeluje na jetreni citokrom P-450 i stoga ne ometa oksidativne enzimatske procese, te nema interakcija s lijekovima koji metaboliziraju tim putem. Ranitidin može blago i prolazno promijeniti rezultate funkcionalnih jetrenih testova.

## Posebna upozorenja
U bolesnika s oštećenjem bubrežne funkcije potreban je oprez. U bolesnika s ograničenom bubrežnom funkcijom dozu treba prilagoditi bubrežnom oštećenju jer se u protivnom može povećati plazmatska koncentracija lijeka. Ranitidin treba izbjegavati u bolesnika s anamnezom akutne porfirije.

## Trudnoćaidojenje
Zbog nedostatnih iskustava ranitidin se tijekom trudnoće i dojenja primjenjuje samo ako je nužno. Može se davati tijekom porođaja jer terapijske doze ne mijenjaju njegov tijek, a ni kasniji oporavak majke i novorođenčeta.

## Doziranje i način uporabe
Dnevna doza iznosi 300 mg, podjeljeno u dvije doze.

## Predoziranje
Iako je iskustvo s ranitidinom nedostatno, zbog veoma specifičnog djelovanja nakon predoziranja se ne očekuju posebni problemi, te liječenje treba biti simptomatsko i suportivno. Ako ustreba, lijek se može ukloniti iz plazme hemodijalizom.

## Nuspojave
Nuspojave ranitidina su blage, rijeke i prolazne. Moguće su glavobolja, proljev, opstipacija, vrtoglavica, pospanost, mučnina ili povraćanje, te kožni osip. Ranitidin veoma rijetko može uzrokovati bradikardiju, koja nije klinički signifikatna, atrioventrikularni blok, te konfuziju koja je vjerojatnija u ozbiljno bolesnih osoba ili u bolesnika s bubrežnim oštećenjem. Alergijske su reakcije (uritkarija, angioedem, vrućica, bronhospazam, hipotenzija, anafilaktički šok) iznimno rijetke. Reverzibilne su hematološke promjene (leukopenija, trombocitopenija, pancitopenija, agranulocitoza) zapažene u iznimno rijetkim slučajevima, a vjerojatnije su u ozbiljno bolesnih osoba i u bolesnika liječenih lijekovima koji suprimiraju koštanu srž.